# Garten der Menschenrechte
Garten der Menschenrechte (Projektname: INSCRIRE – die Menschenrechte schreiben) ist ein weltweites Kunstprojekt der belgischen Künstlerin Françoise Schein.

## Idee

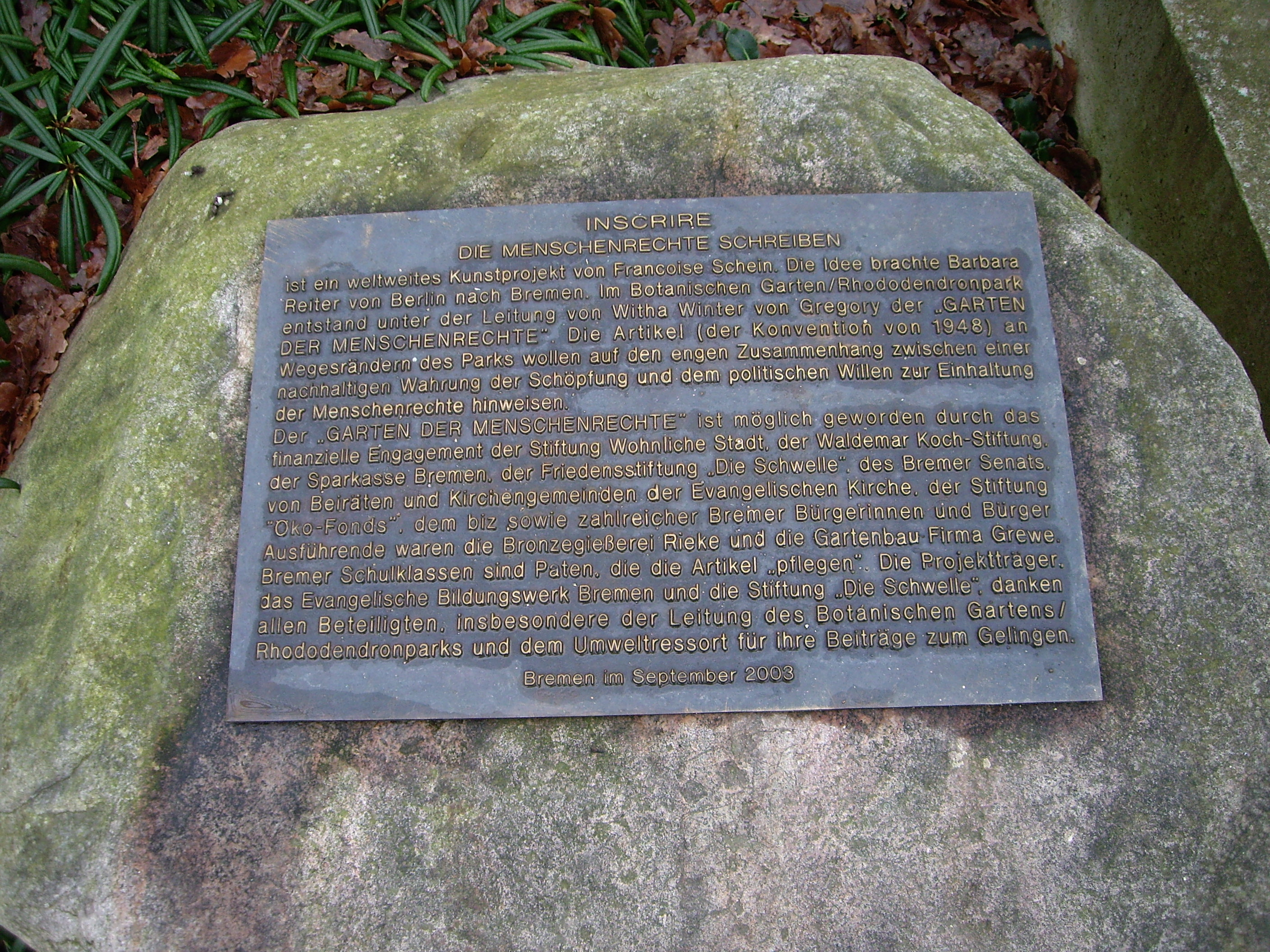
Hinweistafel zum Garten der Menschenrechte im Rhododendronpark Bremen

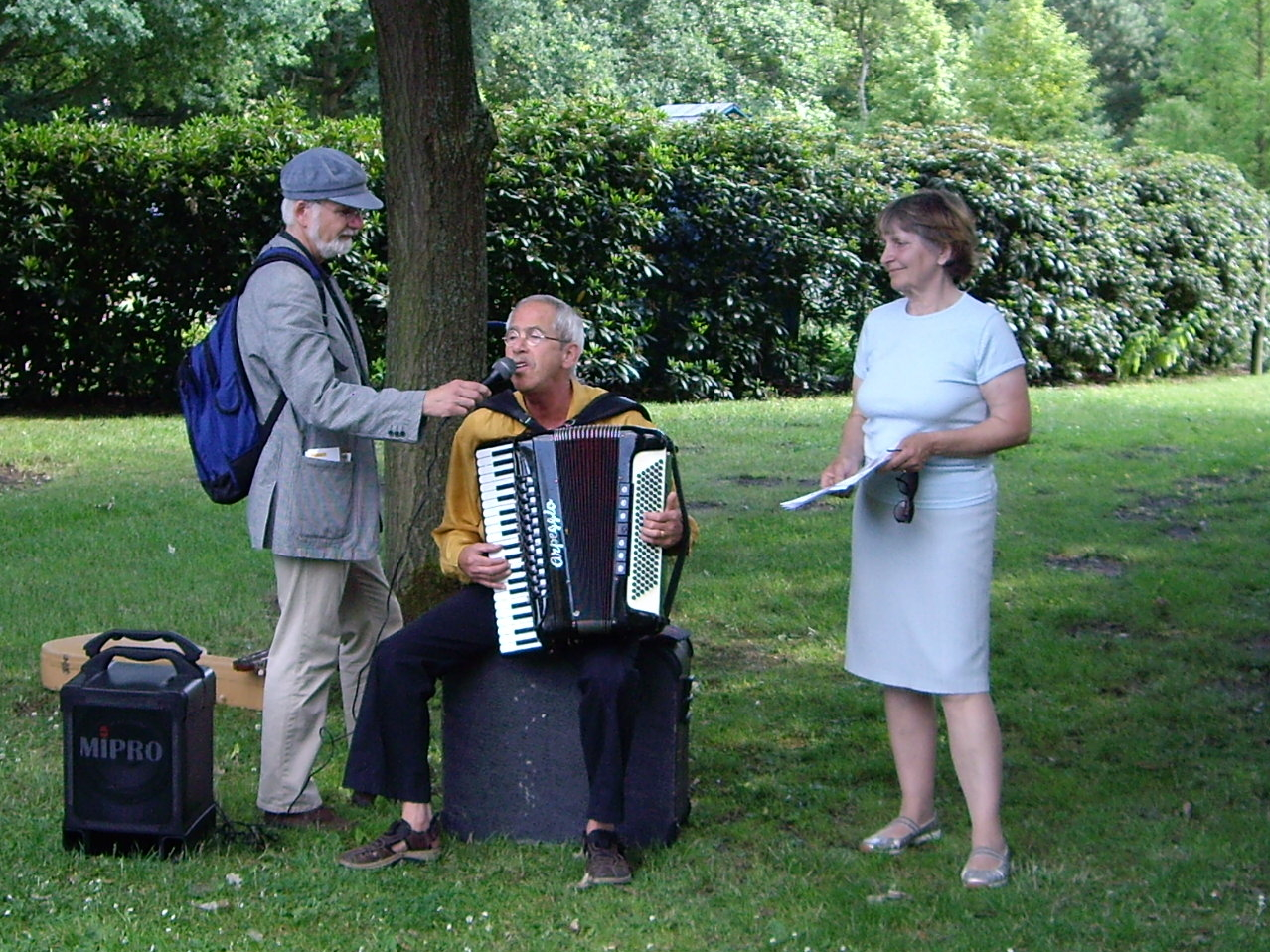
Initiatorin Witha Winter von Gregory (rechts) mit Veranstalter Gerd Klatt vom ev. Bildungswerk (links) und Künstler Willy Schwarz während des Kulturspaziergangs 2008

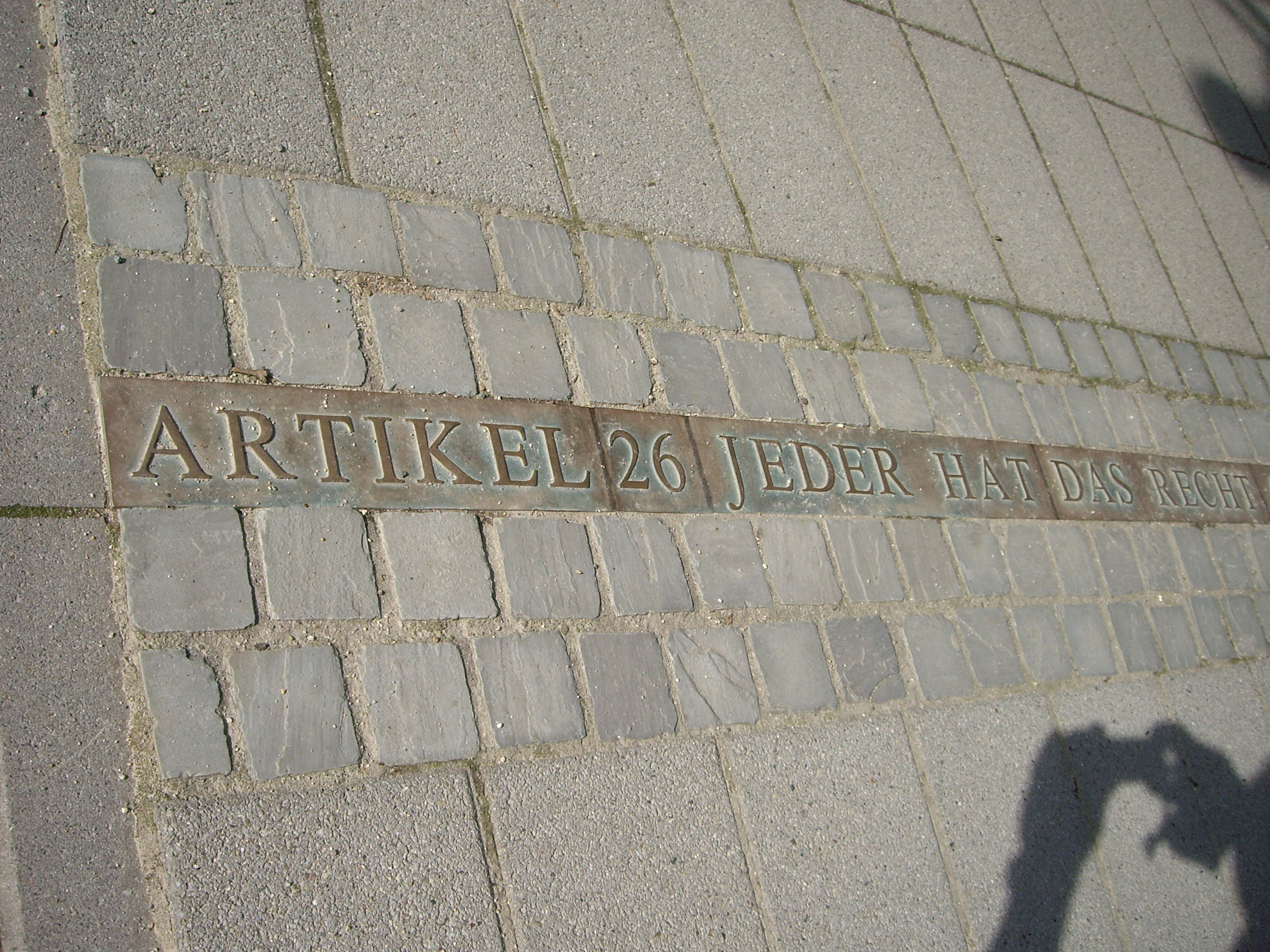
Bronzeband mit dem Text des Artikels 23 der Erklärung der Menschenrechte

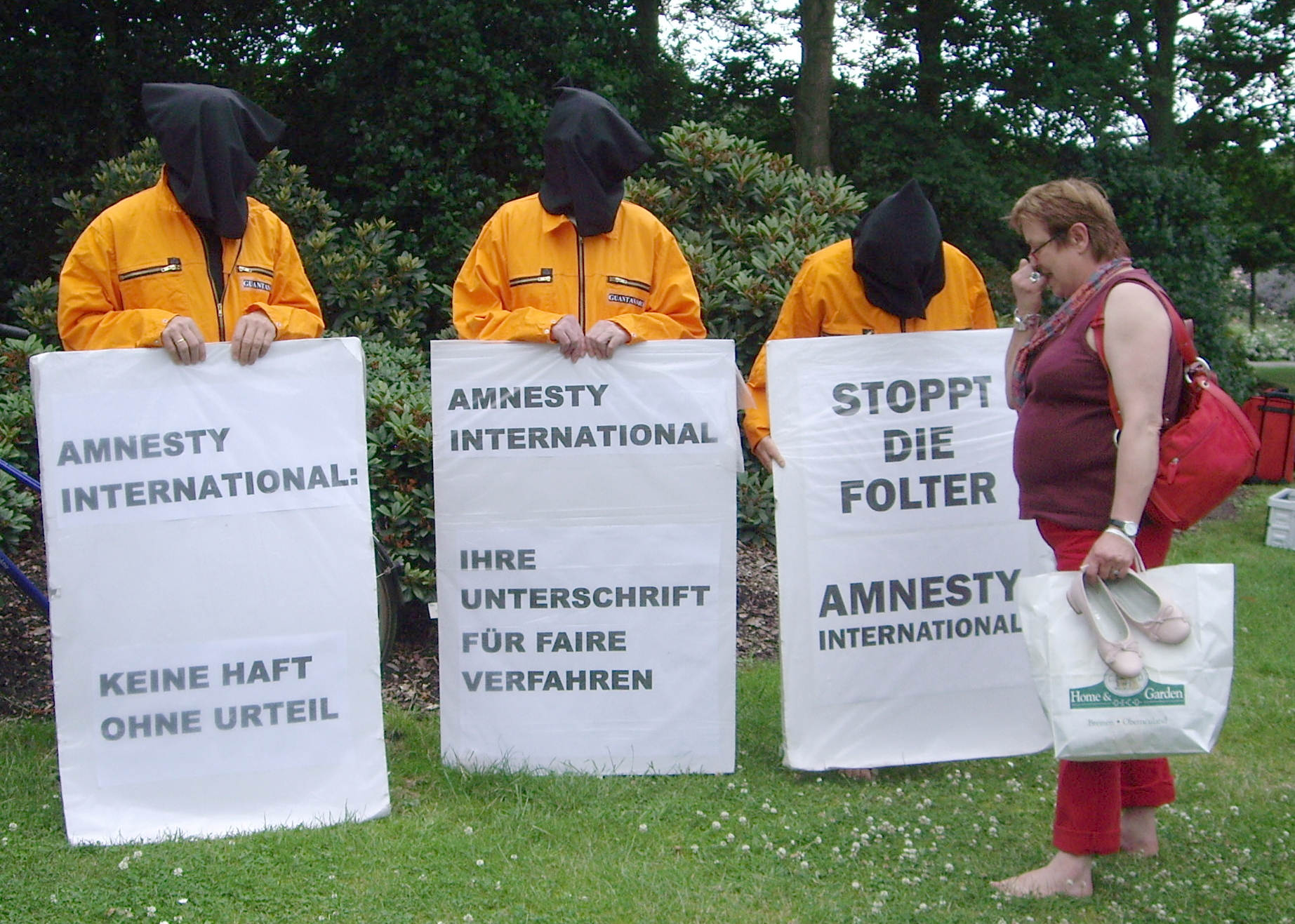
Demonstration von Amnesty International Bremen gegen widerrechtliche Inhaftierung von Häftlingen in Guantanamo

Ziel des Projektes ist es, die „Erklärung der Menschenrechte“ von 1948 in die öffentlichen Räume der Städte der Welt zu schreiben und die Menschenrechte im öffentlichen Bewusstsein zu verankern. Françoise Schein verbindet mit ihrem Projekt das Interesse an grenzüberschreitenden Netzwerken mit ihrer Überzeugung, dass der Text der Menschenrechtserklärung die wichtigste Grundlage für das gesellschaftliche und politische Zusammenleben der Menschen darstellt.

## Umsetzung
Seit 1989 sind Stationen von INSCRIRE u. a. in Paris, Brüssel, Lissabon, London, Haifa, Berlin, Bremen und Rio de Janeiro entstanden. Alle Projekte präsentieren sich in unterschiedlicher Gestaltung und Schwerpunktsetzung, orientiert an  örtlichen (historischen) Bezügen. 

### Lissabon
In Lissabon liegt der Schwerpunkt des Projektes auf der Eroberung der neuen Welt und dem Schicksal der unzähligen Sklaven, die in dieser Zeit ihr Leben vor allem auf den Schiffen verloren. Hunderte mit Bildern der Eroberungsreisen bemalte blaue Fliesen, die von der Künstlerin Francoise Schein gestaltet wurden, erinnern an diese Epoche.

### Berlin
Durch INSCRIRE wurde der Berliner U-Bahnhof Westhafen zum Erinnerungsort begangener Menschenrechtsverletzungen. Der Westhafen liegt unweit der Hinrichtungsstätte Plötzensee, in der ca. 3000 Menschen aus politischen und religiösen Gründen, sowie wegen ihrer Abstammung ihrer Freiheit beraubt und hingerichtet wurden. Über der Station liegt die Putlitzbrücke, von der aus jüdische Bürger Berlins in die Konzentrationslager abtransportiert wurden. 
Die Philosophin Barbara Reiter hat Abschiedssätze der Ermordeten mit dem Text der Menschenrechte auf den Fliesen der U-Bahn-Station kontrastiert.

### Bremen
In Bremen wurde die Idee des INSCRIRE-Projektes, die Menschenrechte in die Öffentlichkeit zu bringen, im Rhododendronpark umgesetzt. Die Texte der 30 Artikel der UN-Menschenrechtskonvention liegen in Bronze gegossen, längs der Wege im Rhododendronpark. An den vier Eingängen im Norden, Süden, Osten und Westen des Parks beginnen die Texte jeweils mit dem Artikel 1, alle übrigen Artikel befinden sich verteilt auf vier Wegführungen und laden zum Lesen und Nachdenken ein. 
Die Initiatorin des Bremer Projektes, Witha Winter von Gregory, hatte in Kooperation mit der Initiatorin in Berlin, Barbara Reiter, die Idee, im Rhododendronpark mit seinen aus verschiedenen Kontinenten vereinten Pflanzen, mit ihren unterschiedlichen Arten und Sorten, die Verbindung zwischen globaler biologischer Umwelt und international sozialem Handeln, die Verantwortung gegenüber beiden an diesem einzigartigen Ort deutlich zu machen. Um die ökologische Vielfalt des Parks zu erhalten, bedarf es gärtnerischer Regeln. Um für alle Menschen bei aller Unterschiedlichkeit der ethnischen Herkunft, des Glaubens, der politischen Ansichten eine gleichberechtigte freie Teilhabe am gesellschaftlichen Leben einfordern zu  können, braucht es die Menschenrechte, braucht es vor allem die Aktualisierung und das stetige Bemühen um die Einhaltung der Menschenrechte.
Im September 2003 wurde das Projekt der 3000 Buchstaben eingeweiht. Finanziert durch verschiedenen Stiftungen, Kirchen, Bremer Beiräten sowie Privatpersonen, ist ein nachhaltiges Projekt für und von Bürgern entstanden. Jedes Jahr wird unter Trägerschaft des Evangelischen Bildungswerks und über ein breites Engagement Bremer Bürger und Kulturschaffender aus anderen Ländern, auf dieses „Buch“ der Menschenrechtskonvention im Park aufmerksam gemacht. Unter dem Motto „Die Menschenrechte bringen den Park zum Klingen“, findet alljährlich am ersten Samstag im Juli ein Kulturspaziergang durch den Park statt.
Besucher werden begleitet von Klängen aus Südamerika, Afrika oder Asien, sie hören Literarisches und werden an einzelnen Artikeln über das aktuelle Engagement von Menschenrechtsgruppen  informiert. Über das Jahr hinweg wirbt ein Freundeskreis „Garten der Menschenrechte“ um Pflegepatenschaften für einzelne Artikel. Schüler und Lehrer sowie Einzelpersonen pflegen die langen Bronzebänder, putzen „ihre“ Artikel und beantworten Fragen interessierter Parkbesucher.